# قصتنا مع مورغان فريمان
قصتنا مع مورجان فريمان برنامج تلفزيوني وثائقي بدأت إذاعته على قناة ناشونال جيوغرافيك عام 2017. البرنامج من تأليف وراويه واستضافه الممثل مورجان فريمان وإنتاج شركة التحقيقات والابحاث الترفيهية (Revelations Entertainment). تدرس الحلقات بعض القوى الاساسية التي تحرك البشر بما فيها الحب، الحرية، السلام، الفضيلة، السلطة والتمرد. يؤكد البرنامج وجود الكثير من القواسم والصفات المشتركة للناس مع بعضهم البعض أكثر مما يفرقهم. تكون الجزء الأول من السلسلة من ست حلقات تعرض على الهواء لمدة ساعة متواصلة لمدة ست ساعات بما فيها الفواصل والاعلانات التجارية.
تمت الموافقة على عرض المسلسل من قبل قناة ناشونال جيوغرافيك في أبريل 2017 ليتم عرض الحلقة الأولى في 11 أكتوبر 2017 في تمام الساعة التاسعة مساءا بتوقيت شرق الولايات المتحدة (الساعة الثامنة بتوقيت الشرق الأوسط).

## الحلقات
| ر. الإجمالي | العنوان                | تاريخ العرض الأصلي |
| --- | ---------------------- | ------------------ |
| 1 | «مسيرة الحرية»         | 11 أكتوبر 2017     |
| استكشاف مفهوم الحرية عبر مختلف الثقافات والبلدان. ماذا يعني ان اكون حرا؟ |                        |                    |
| 2 | «الكفاح من اجل السلام» | 18 أكتوبر 2017     |
| نظرة على دورة الحرب والسلام والعنف والوئام. هل الحرب ضرورية؟ |                        |                    |
| 3 | «قوة الحب»             | 25 أكتوبر 2017     |
| استكشاف الحب بأشكاله العديدة والأماكن غير المتوقعة التي يعيش فيها. هل يمكن للحب تغيير العالم؟                                                                                           |                        |                    |
| 4 | «نحن وهم»              | 8 نوفمبر 2017      |
| نظرة على مفهوم "نحن" مقابل "هم". ما الذي يدفعنا للانقسام؟ |                        |                    |
| 5 | «قوتنا»                | 15 نوفمبر 2017     |
| نظرة على الديمقراطية وتوزيع السلطة. عندما يتخذ رئيس الولايات المتحدة الأمريكية قرارات لا تؤثر على مواطنيها فحسب، بل على الناس في جميع أنحاء العالم، كيف يمكن لكل شخص أن يقول كلمة سويا؟ |                        |                    |
| 6 | «روح المتمردين»        | 20 نوفمبر 2017     |
| محاولة لفهم كيفية نجاح التمرد. ما الذي يتطلبه الأمر للتصدي للسلطة وتغيير العالم؟ |                        |                    |

## الإصدارات

### دي في دي
| إسم الإسطوانة | الموسم | نسبة الأبعاد | عدد الحلقات | إجمالي وقت الحلقات | تاريخ الإصدار |
| ------------- | ------ | ------------ | ----------- | ------------------ | ------------- |
| الموسم الأول  | 1      | 16:9         | 6           | 270 دقيقة          | 19 يناير 2018 |

## وصلات خارجية
- قصتنا مع مورغان فريمان على موقع IMDb (الإنجليزية)
- قصتنا مع مورغان فريمان على موقع نتفليكس (الإنجليزية)
- قصتنا مع مورغان فريمان على موقع أول موفي (الإنجليزية)
- قصتنا مع مورغان فريمان على موقع ليتربوكسد (الإنجليزية)
- قصتنا مع مورغان فريمان على موقع كينوبويسك (الروسية)
- قصتنا مع مورغان فريمان على موقع قاعدة بيانات الفيلم (الإنجليزية)

- الموقع الرسمي للبرنامج
- قصتنا مع مورغان فريمان- على قاعدة بيانات الأفلام على الإنترنت